# Sancia Florência Paixão Bano
Sancia Florência Paixão Bano (* 13. Januar 1982 in Oe-Cusse Ambeno, Osttimor) ist eine osttimoresische Politikerin. Sie ist Mitglied der FRETILIN.
Bano war von 2006 bis 2012 Rechtsbeistand der Stiftung Fatu Sinai Oe-Cusse und von 2012 bis 2023 Programmkoordinatorin für PRADET (Psychosocial Recovery and Development in East Timor) in Oe-Cusse Ambeno.
Bei den Parlamentswahlen 2023 trat Bano auf Platz 21 der Wahlliste der FRETILIN an, die Partei gewann aber nur 19 Sitze im Parlament. Da aber drei Abgeordnete der FRETILIN in der ersten Sitzung des 6. Nationalparlament Osttimors auf ihren Abgeordnetensitz verzichteten, rückte Bano zur zweiten Parlamentssitzung nach. Im Parlament ist Bano Mitglied des Ausschusses für Bildung, Jugend, Kultur und Bürgerrechte (Kommission G).